# 鈴木章介
鈴木 章介（すずき しょうすけ、1936年11月11日 - ）は、日本の元陸上競技選手。専門は十種競技、棒高跳び。

## 人物

### 陸上競技選手時代
1936年11月11日、静岡県浜松市鴨江にて生まれる。
中学校の時に陸上を始める。当初は走幅跳と三段跳を中心にやっていたが、中学校3年の時に陸上部顧問教師から「棒高跳をやれよ」と言われて、棒高跳に取り組む。中学3年次のベストは2m67cmであった。
1952年に静岡県立浜松商業高等学校へ進学。ここで本格的に棒高跳に取り組みつつも、中学時代にやっていた走幅跳、三段跳でも競技会に出場する。高校3年次の1954年に熊本県熊本市水前寺競技場で開催された第7回全国高等学校総合体育大会陸上競技大会男子棒高跳で当時の大会記録である3m71cmを跳び優勝、高校日本一となった。
1955年に早稲田大学教育学部に進学し、競走部に入部。大学では久保宣彦、櫻井孝次、太田富夫らと同僚となり研鑽した。沖田芳夫監督の指揮の下、1957年・1958年と早稲田大学競走部のメンバーとして日本学生陸上競技対校選手権大会制覇に寄与した。特に1957年大会では専門外であるトラック短距離種目の男子4×100mリレーの第二走者に起用されるなど器用なところもあり、大学4年次には競走部主将を務めた。その男子4×100mリレーでは1957年〜1959年の3年間、国民体育大会静岡県代表として出場し、一般男子・高校の部で3年連続優勝を果たしたこともあった。
1958年、東京都で開催された第3回アジア競技大会十種競技に日本代表として出場している。
1959年、大学卒業と同時に大昭和製紙に入社し、同社陸上競技部に所属して選手活動を続ける。1961年の第45回日本陸上競技選手権大会十種競技で5952点をマークして初優勝、1964年の48回日本選手権では6751点をマークして2度目の優勝を果たす。その年の第18回夏季オリンピック東京大会に陸上競技オリンピック日本代表（十種競技）に選出された。オリンピック本番では6838点をマークしたが、世界の壁は厚く15位に終わった。

### 読売ジャイアンツコーチ時代
鈴木は東京オリンピック終了後、現役を引退して大昭和製紙の社業に専念するつもりでいたが、自身の知人であり当時プロ野球読売ジャイアンツの打撃コーチを務めていた荒川博から「会わせたい人がいる」と連絡を受け、当時の巨人監督であった川上哲治と面会、川上から「巨人軍に入って、トレーニング専門のコーチになってくれないか」と要請され、鈴木は「ゼロから始めるなら、野球界へ行こう。自分に続く者に道を開くことになるかも知れない」と考え、日本球界初というべきトレーニングコーチとして巨人入団を決意した。背番号は78。
1965年から巨人トレーニングコーチに就任し、本格的に選手の指導に乗り出した。指導当初は選手たちから「俺らはオリンピックに出る選手じゃないんだから、走り込む必要はない」という反撥を受けたが、広岡達朗、城之内邦雄、王貞治、長嶋茂雄ら大物主力選手が率先して黙々と走る姿を見せたり、鈴木自身も1日中選手と共に手本を見せる形で走るなどしているうちにトレーニングの効果が出てきたこともあり、鈴木の指導がチーム内部に浸透していくようになった。また『肩や体を冷やす』とされた水泳、『余分な筋肉がつく』とされたウェイトトレーニングと、その当時の野球界で敬遠されていたトレーニング法をいち早く導入した。
鈴木は川上哲治監督時代の1965年から、第一次長嶋茂雄監督時代の1979年まで巨人に在籍したが、その間の鈴木のトレーニング指導は野球選手の体作りに革命を起こす形となり、鈴木の活動に刺激を受けたかのように他球団も続々とフィジカル専門コーチを置くようになった。

### コーチ退任以後
鈴木はコーチ退任以後、故郷の静岡県浜松市へ戻って各種講演活動を展開する傍ら、母校の静岡県立浜松商業高等学校同窓会会長を務めたり、静岡県内で開催される陸上競技大会にも姿を見せたりしている。
藤田元司が2度目の巨人監督に就任した際には、藤田に請われて巨人の臨時コーチ（トレーニングアドバイザー）を務め、ドラフト浪人で入団した元木大介ら若手選手の体作りの指導も行った。
自身が出場して以来の十種競技オリンピック代表選手となった右代啓祐（スズキ浜松アスリートクラブ、2012年ロンドンオリンピック日本代表）には、ロンドンオリンピック大会前に電話で激励している。

## エピソード
妻は、同じ陸上競技選手でローマオリンピック女子走幅跳日本代表だった伊藤文子（リッカー）。息子の望は野球の道に進み、父がコーチとして在籍していた巨人に入団していた。
独特のトレーニング理論や健康管理法を持っていた金田正一は鈴木の指導に常に反抗的であったが、400勝を目前に急激な衰えに悩まされていた金田に手を差し伸べたのも鈴木である。目的を持って走る。体を鍛える。調整することの大切さを説いた。献身的に指導を行った結果、体と意識を作り直すことに成功し、金田は400勝を達成した。
1971年の日本シリーズに際しては、『パシフィック・リーグは阪急ブレーブスが優勝して出てくるだろう。そうなると盗塁王の福本豊をどうやって封じるかが鍵になる』と見込み、その頃、肩に衰えが見え始めていた正捕手の森昌彦にやり投げ選手がトレーニングに使うタイヤチューブを使った筋力鍛錬法を教え、森の肩力を強化した。その結果、森は福本の盗塁を二度刺して阪急の機動力を封じ込め、巨人軍日本シリーズ7年連続優勝を導き出した。
2025年5月13日、テレビ東京系、「開運!なんでも鑑定団」に、V9達成時のウィニングボールを出品し、１０００万円の鑑定額が付いた。

## 出演
開運!なんでも鑑定団（2025年5月13日テレビ東京放送分）